# 利亞利亞維山
15°28′0″S 72°27′39″W / 15.46667°S 72.46083°W
利亞利亞維山（Llallawi），是秘魯的山峰，位於該國南部阿雷基帕大區的卡斯蒂利亞省，處於瓦加帕爾卡山以西和奧斯科略山東南面，屬於安第斯山脈的一部分，海拔高度約5,000米。